# Gwihabaïta
La gwihabaïta és un mineral de la classe dels carbonats. Rep el seu nom de la seva localitat tipus, la cova Gcwihaba, a Botswana.

## Característiques
La gwihabaïta és un carbonat de fórmula química (NH₄,K)NO₃. Cristal·litza en el sistema ortoròmbic. Es troba en forma de cristalls prismàtics prims, formats per {110}, {100} i {111}, i allargats al llarg de [001], d'aproximadament 5 mil·límetres; també en agregats "flors de la cova". La seva duresa a l'escala de Mohs és 2.
Segons la classificació de Nickel-Strunz, la gwihabaïta pertany a «05.N - Nitrats sense OH o H₂O» juntament amb els següents minerals: nitratina, nitre i nitrobarita.

## Formació i jaciments
Es troba com crostes i eflorescències formats per l'acció bacteriana en el guano dels ratpenats a les coves. Sol trobar-se associada a altres minerals com: guix, syngenita, boussingaultita, dittmarita, weddel·lita, glushinskita, struvita i bifosfammita. Va ser descoberta a la cova Gcwihaba, al districte de Ngamiland West (Districte nord-oest, Botswana).